# Cylloceria imperspicua
Cylloceria imperspicua är en stekelart som beskrevs av Rossem 1987. Cylloceria imperspicua ingår i släktet Cylloceria och familjen brokparasitsteklar. Arten är reproducerande i Sverige. Inga underarter finns listade i Catalogue of Life.